# Robert van den Hoecke
Robert van den Hoecke (Antwerpen, 1622 - Sint-Winoksbergen, 1668) was een Vlaamse schilder uit de Barokperiode. Hij werd geboren in Antwerpen en was daar actief als schilder en tekenaar. Van den Hoecke werd opgeleid door zijn vader, de schilder Caspar van den Hoecke, en volgde later ook les bij de schilder Peter Paul Rubens.
Van den Hoecke schilderde vooral religieuze en mythologische taferelen, vaak met een dramatisch effect. Hij was een van de belangrijkste medewerkers van Rubens in diens atelier en werkte ook samen met andere bekende Vlaamse kunstenaars uit die tijd, zoals Jacob Jordaens.
Naast zijn werk als schilder was Van den Hoecke ook actief als kunsthandelaar en verzamelaar. Hij had een belangrijke rol in het promoten van de schilderkunst van Rubens en andere Vlaamse meesters in Nederland en andere delen van Europa.
Van den Hoecke overleed op 46-jarige leeftijd in Sint-Winoksbergen. Zijn werk is te vinden in verschillende musea en collecties over de hele wereld.

## Galerij

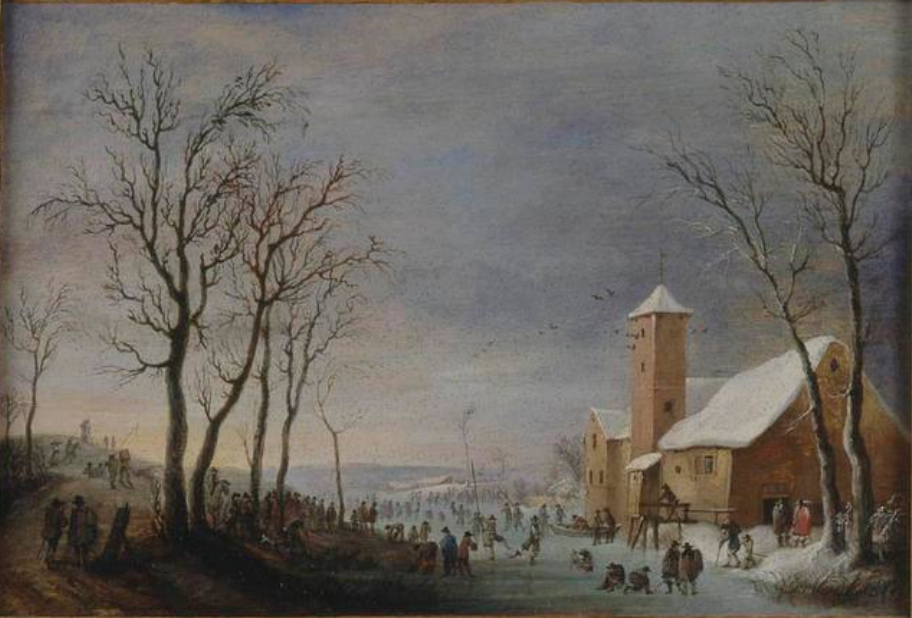
Winterlandschap
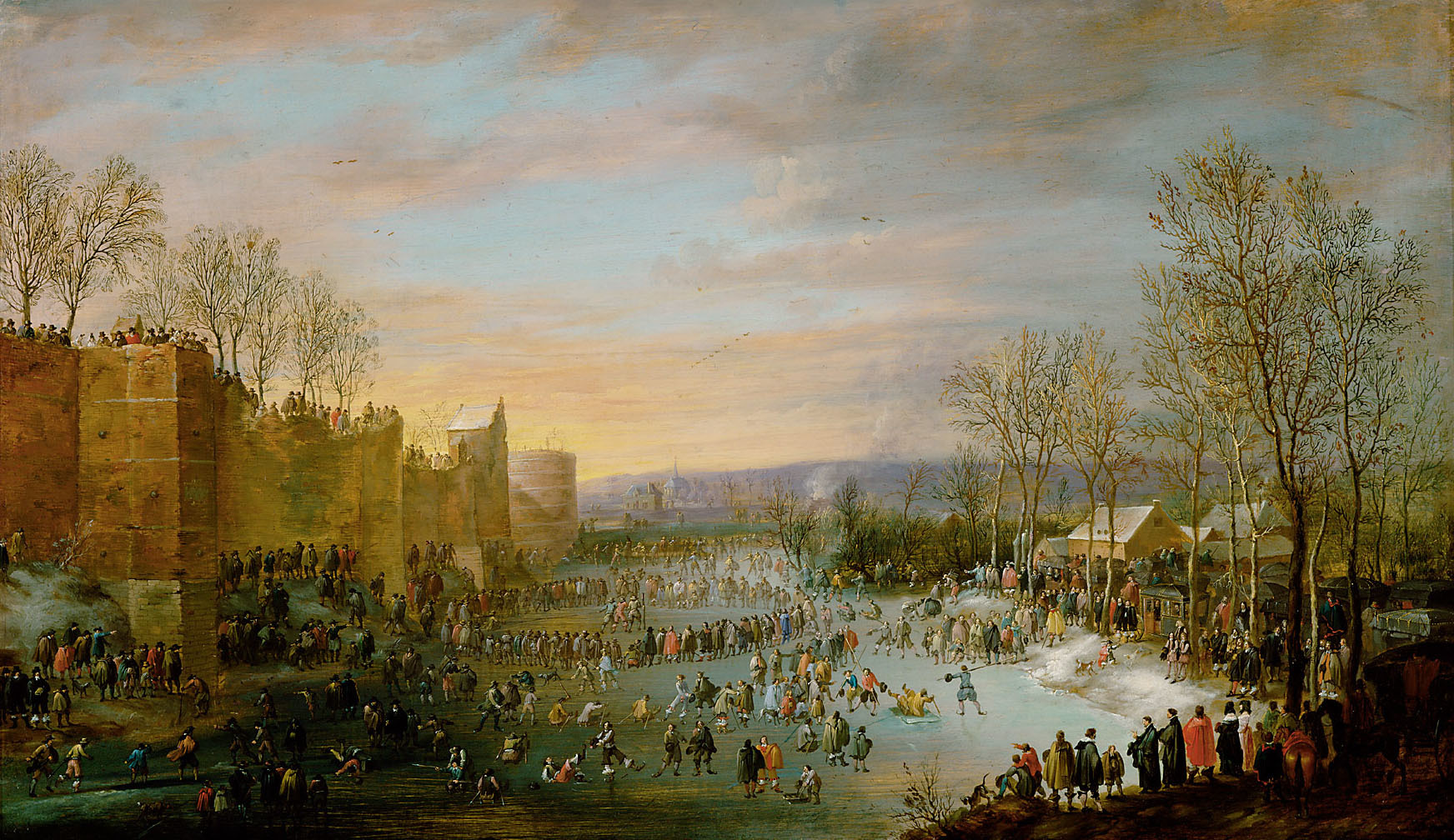
IJsvermaak op de stadsgracht van Brussel
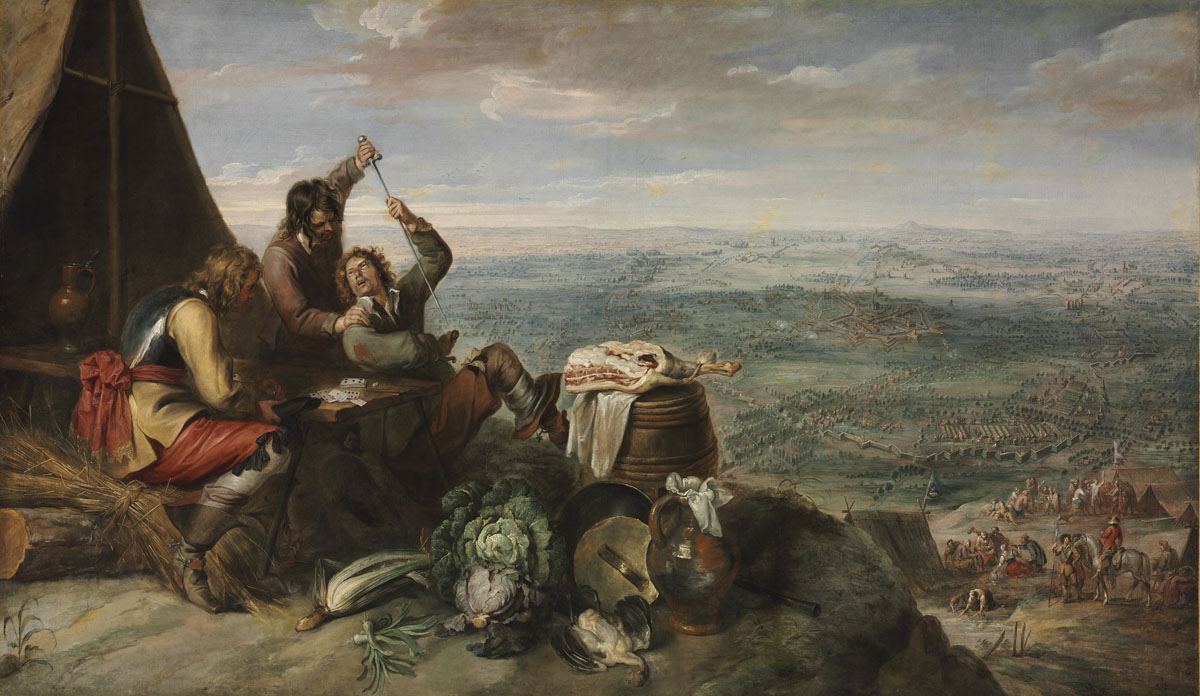
Peter Snayers en Robert van den Hoecke Landschap met militair kamp

- Bibliothèque nationale de France: cb149665726 (data)
- Gemeinsame Normdatei: 138850089
- International Standard Name Identifier: 0000 0000 6662 5637
- KulturNav: 70e782a1-9f6a-44f7-9bdf-89d0809c771e
- Library of Congress Control Number: no2015127034
- RKD-Nederlands Instituut voor Kunstgeschiedenis: 38711
- Union List of Artist Names: 500025996
- Virtual International Authority File: 49495831
- WorldCat: E39PBJcR93r4yg6qT3TQ6X9v73